# Microdrosophila jarrae
Microdrosophila jarrae är en tvåvingeart som beskrevs av Bock 1982. Microdrosophila jarrae ingår i släktet Microdrosophila och familjen daggflugor. Inga underarter finns listade i Catalogue of Life.